# Nordeck (Allendorf)
Nordeck ist ein Ortsteil der Stadt Allendorf (Lumda) im mittelhessischen Landkreis Gießen.

## Geographie
Der Ort liegt nördlich des Hauptortes. Direkt an den nördlichen Ortsrand schließt Winnen an. Durch Nordeck verläuft die Landesstraße 3089.

## Geschichte

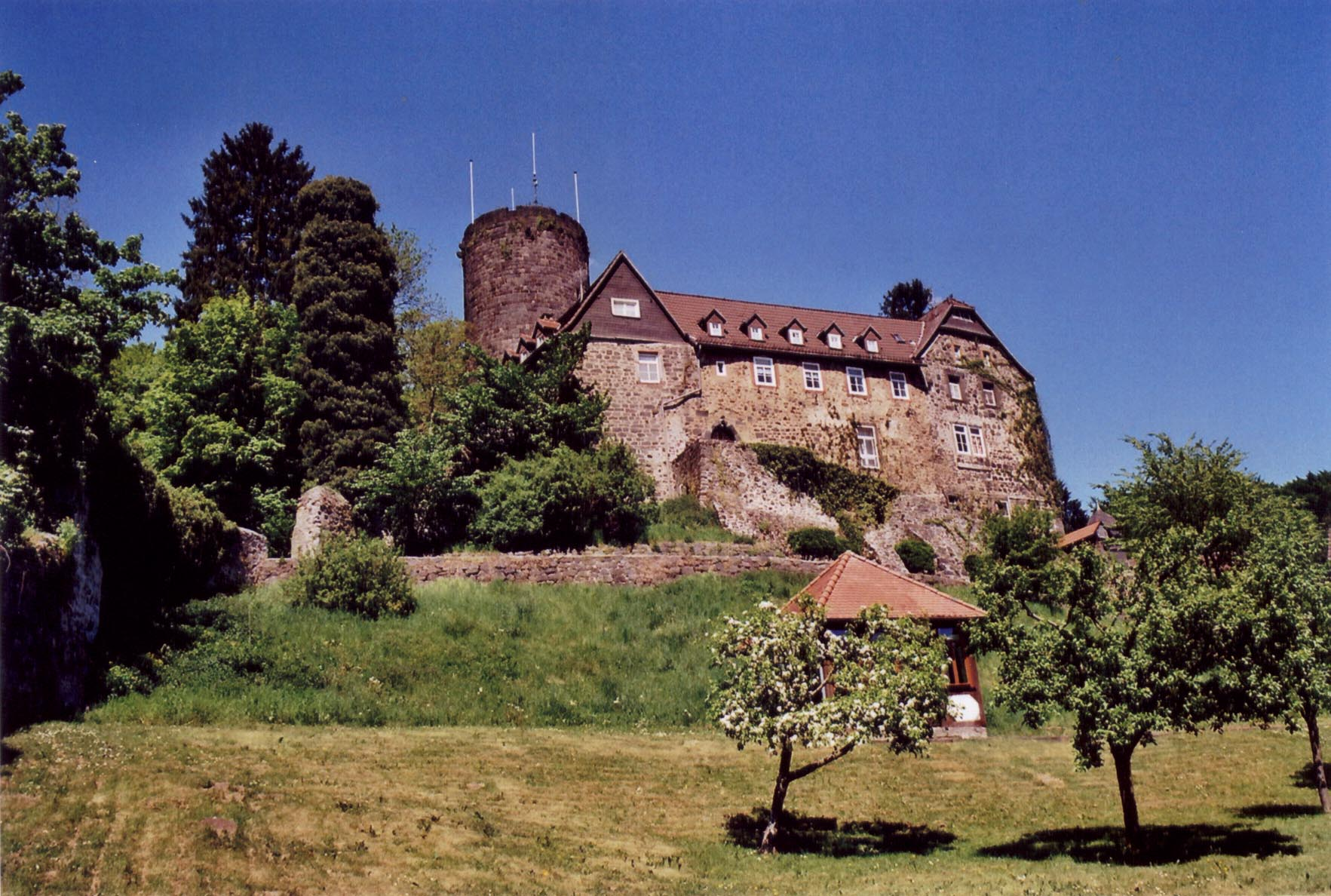
Burg Nordeck

### Ortsgeschichte
Die älteste bekannte schriftliche Erwähnung von Nordeck erfolgte unter dem Namen Nordecga im Jahr 1093 in einer Urkunde des Erzbistums Mainz. In erhaltenen Urkunden späterer Zeit wurde der Ort unter den folgenden Namen erwähnt (in Klammern das Jahr der Erwähnung): de Nordeke (1232) und de Nartheke (1261).
Die Burg Nordeck wurde 1222 genannt, stammt aber wahrscheinlich aus dem 11. Jahrhundert. In der Burg befand sich lange das Landschulheim Burg Nordeck. Heute betreibt die Lebenshilfe Gießen dort ein Wohnheim.

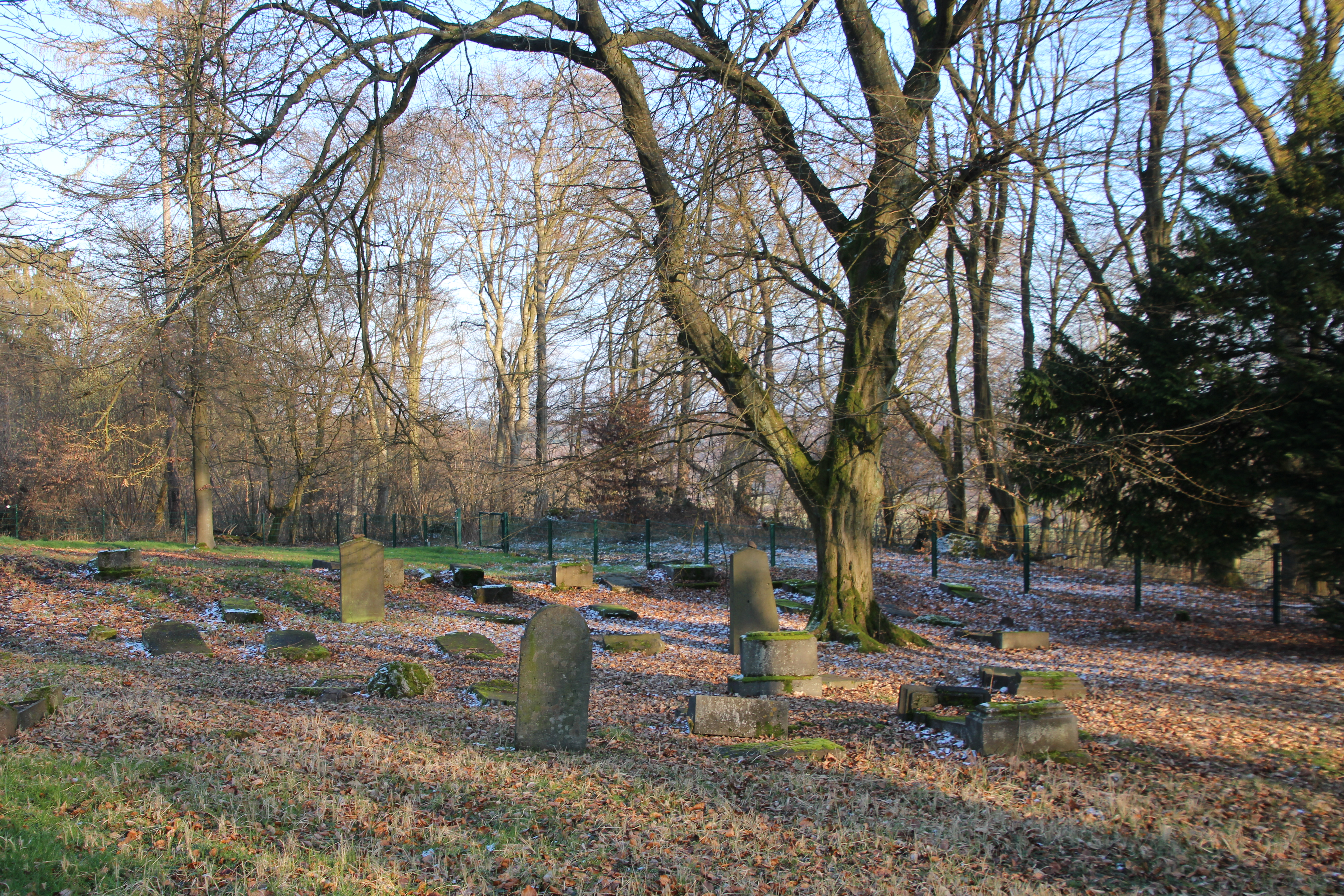
Der jüdische Friedhof in Nordeck

Juden sind seit dem 18. Jahrhundert in Nordeck nachweisbar. In dieser Zeit entstand dort auch eine jüdische Gemeinde. Die Gemeinde, der auch die in Ebsdorf und Leidenhofen lebenden jüdischen Familien angeschlossen waren, gehörte zum Provinzial-Rabbinat in Marburg. Vermutlich Anfang des 19. Jahrhunderts konnte die jüdische Gemeinde ein in der Ortsmitte gelegenes Fachwerkhaus erwerben und zu einer Synagoge umbauen. 1881 erfolgte eine gründliche Reparatur des Gebäudes, in dem sich auch die jüdische Elementarschule befand. Um 1800 wurde ein jüdischer Friedhof im Ort angelegt. 1885 lebten 32 jüdische Mitbürgerinnen und Mitbürger in Nordeck, was knapp 7 % der Ortsbevölkerung entsprach. Im 1. Weltkrieg sind zwei Männer der jüdischen Gemeinde gefallen. 1933 lebten nur noch 14 Jüdinnen und Juden in Nordeck. In den folgenden Jahren ist ein Teil der jüdischen Gemeindeglieder auf Grund des wirtschaftlichen Boykotts, der zunehmenden Entrechtung und der Repressalien weggezogen beziehungsweise in die USA ausgewandert. Bei den Novemberpogromen 1938 wurde die Synagoge auf Grund des Widerstandes des damaligen Bürgermeisters nicht zerstört. Das Gebäude wurde nach 1938 wieder zu einem Wohnhaus umgebaut. Zu Beginn der Deportationen lebten keine Menschen jüdischen Glaubens mehr in Nordeck. Insgesamt sind neun der in Nordeck geborenen und/oder längere Zeit am Ort wohnhaften jüdischen Personen während der NS-Zeit umgekommen.
Im Zuge der Gebietsreform in Hessen fusionierten zum 31. Dezember 1970 die die bis dahin selbständigen Gemeinden Winnen und Nordeck freiwillig zur neuen Gemeinde Braunstein, die am 1. Januar 1977 durch das Gesetz zur Neugliederung des Dillkreises, der Landkreise Gießen und Wetzlar und der Stadt Gießen in die Stadt Allendorf (Lumda) eingegliedert wurde. Für die Ortsteile Nordeck und Winnen wurde ein gemeinsamer Ortsbezirke gebildet.

### Verwaltungsgeschichte im Überblick
Die folgende Liste zeigt die Staaten und Verwaltungseinheiten, denen Nordeck angehört(e):
- 1526: Heiliges Römisches Reich, Landgrafschaft Hessen, landgräfliches Lehen der Rau von Holzhausen
- ab 1648 Heiliges Römisches Reich, Landgrafschaft Hessen-Kassel, Amt Marburg
- ab 1786: Heiliges Römisches Reich, Landgrafschaft Hessen-Kassel, Amt Treis an der Lumbda
- ab 1806: Landgrafschaft Hessen-Kassel,[Anm. 2] Amt Treis an der Lumbda
- 1807–1813: Königreich Westphalen,[Anm. 3] Departement der Werra, Distrikt Marburg, Kanton Ebsdorf
- ab 1815: Kurfürstentum Hessen, Amt Treis an der Lumbda[10]
- ab 1821: Kurfürstentum Hessen, Provinz Oberhessen, Landkreis Marburg[11][Anm. 4]
- ab 1848: Kurfürstentum Hessen, Bezirk Marburg
- ab 1851: Kurfürstentum Hessen, Provinz Oberhessen, Kreis Marburg
- ab 1867: Königreich Preußen,[Anm. 5] Provinz Hessen-Nassau, Regierungsbezirk Kassel, Kreis Marburg
- ab 1871: Deutsches Reich, Königreich Preußen, Provinz Hessen-Nassau, Regierungsbezirk Kassel, Kreis Marburg
- ab 1918: Deutsches Reich (Weimarer Republik), Freistaat Preußen, Provinz Hessen-Nassau, Regierungsbezirk Kassel, Kreis Marburg
- ab 1944: Deutsches Reich, Freistaat Preußen, Provinz Kurhessen, Landkreis Marburg
- ab 1945: Amerikanische Besatzungszone,[Anm. 6] Groß-Hessen, Regierungsbezirk Kassel, Landkreis Marburg
- ab 1946: Amerikanische Besatzungszone, Land Hessen, Regierungsbezirk Kassel, Landkreis Marburg
- ab 1949: Bundesrepublik Deutschland, Land Hessen, Regierungsbezirk Kassel, Landkreis Marburg
- ab 1971: Bundesrepublik Deutschland, Land Hessen, Regierungsbezirk Kassel, Landkreis Marburg, Gemeinde Braunstein[Anm. 7]
- ab 1974: Bundesrepublik Deutschland, Land Hessen, Regierungsbezirk Darmstadt, Landkreis Gießen, Gemeinde Braunstein
- ab 1977: Bundesrepublik Deutschland, Land Hessen, Regierungsbezirk Darmstadt, Lahn-Dill-Kreis, Stadt Allendorf (Lumda)[Anm. 8]
- ab 1979: Bundesrepublik Deutschland, Land Hessen, Regierungsbezirk Darmstadt, Landkreis Gießen, Stadt Allendorf (Lumda)
- ab 1981: Bundesrepublik Deutschland, Land Hessen, Regierungsbezirk Gießen, Landkreis Gießen, Stadt Allendorf (Lumda)

### Gerichte seit 1821
Mit Edikt vom 29. Juni 1821 wurden in Kurhessen Verwaltung und Justiz getrennt. Der Kreis Marburg war für die Verwaltung und das Justizamt Fronhausen war als Gericht in erster Instanz für Nordeck zuständig. In Treis wurde ein Assistenzamt eingerichtet, das 1833 als eigenständiges Justizamt Treis ausgegliedert wurde und auch für Nordeck zuständig war.
Nach der Annexion Kurhessens durch Preußen 1866 wurde durch einen Gebietstausch Treis an das Großherzogtum Hessen abgetreten, Nordeck wurde dem Justizamt Marburg zugeteilt, das am 1. September 1867 in Amtsgericht Marburg umbenannt wurde. Auch mit dem Inkrafttreten des Gerichtsverfassungsgesetzes von 1879 blieb das Amtsgericht unter seinem Namen bestehen.

## Bevölkerung

### Einwohnerstruktur 2011
Nach den Erhebungen des Zensus 2011 lebten am Stichtag dem 9. Mai 2011 in Nordeck 702 Einwohner. Darunter waren 15 (2,1 %) Ausländer.
Nach dem Lebensalter waren 153 Einwohner unter 18 Jahren, 228 zwischen 18 und 49, 168 zwischen 50 und 64 und 123 Einwohner waren älter. Die Einwohner lebten in 264 Haushalten. Davon waren 63 Singlehaushalte, 81 Paare ohne Kinder und 96 Paare mit Kindern, sowie 18 Alleinerziehende und 6 Wohngemeinschaften. In 15 Haushalten lebten ausschließlich Senioren und in 180 Haushaltungen lebten keine Senioren.

### Einwohnerentwicklung
| Quelle: Historisches Ortslexikon |                               |
| • 1500:                          | 25 hausgesessene Mannschaften |
| • 1577:                          | 37 hausgesessene Mannschaften |
| • 1681:                          | 19 hausgesessene Mannschaften |
| • 1747:                          | 64 Haushalte                  |

| Nordeck: Einwohnerzahlen von 1749 bis 2020 | Nordeck: Einwohnerzahlen von 1749 bis 2020 | Nordeck: Einwohnerzahlen von 1749 bis 2020 | Nordeck: Einwohnerzahlen von 1749 bis 2020 | Nordeck: Einwohnerzahlen von 1749 bis 2020 |
| --- | ------------------------------------------ | ------------------------------------------ | ------------------------------------------ | ------------------------------------------ |
| Jahr |                                            |                                            |                                            | Einwohner                                  |
| 1749 | 1749                                       |                                            | 306                                        | 306                                        |
| 1800 | 1800                                       |                                            | ?                                          | ?                                          |
| 1834 | 1834                                       |                                            | 602                                        | 602                                        |
| 1840 | 1840                                       |                                            | 639                                        | 639                                        |
| 1846 | 1846                                       |                                            | 628                                        | 628                                        |
| 1852 | 1852                                       |                                            | 655                                        | 655                                        |
| 1858 | 1858                                       |                                            | 616                                        | 616                                        |
| 1864 | 1864                                       |                                            | 592                                        | 592                                        |
| 1871 | 1871                                       |                                            | 546                                        | 546                                        |
| 1875 | 1875                                       |                                            | 535                                        | 535                                        |
| 1885 | 1885                                       |                                            | 485                                        | 485                                        |
| 1895 | 1895                                       |                                            | 500                                        | 500                                        |
| 1905 | 1905                                       |                                            | 523                                        | 523                                        |
| 1910 | 1910                                       |                                            | 508                                        | 508                                        |
| 1925 | 1925                                       |                                            | 555                                        | 555                                        |
| 1939 | 1939                                       |                                            | 599                                        | 599                                        |
| 1946 | 1946                                       |                                            | 717                                        | 717                                        |
| 1950 | 1950                                       |                                            | 682                                        | 682                                        |
| 1956 | 1956                                       |                                            | 719                                        | 719                                        |
| 1961 | 1961                                       |                                            | 717                                        | 717                                        |
| 1967 | 1967                                       |                                            | 711                                        | 711                                        |
| 1980 | 1980                                       |                                            | ?                                          | ?                                          |
| 1990 | 1990                                       |                                            | ?                                          | ?                                          |
| 2000 | 2000                                       |                                            | ?                                          | ?                                          |
| 2011 | 2011                                       |                                            | 702                                        | 702                                        |
| 2016 | 2016                                       |                                            | 642                                        | 642                                        |
| 2020 | 2020                                       |                                            | 626                                        | 626                                        |
| Datenquelle: Historisches Gemeindeverzeichnis für Hessen: Die Bevölkerung der Gemeinden 1834 bis 1967. Wiesbaden: Hessisches Statistisches Landesamt, 1968. Weitere Quellen: LAGIS; Zensus 2011; Stadt Allendorf (Lumda) |                                            |                                            |                                            |                                            |

### Historische Religionszugehörigkeit
| Quelle: Historisches Ortslexikon |                                                                           |
| • 1861:                          | 469 evangelisch-lutherische, 2 ;römisch-katholisch, 42 jüdische Einwohner |
| • 1885:                          | 452 evangelische, ein katholischer und 32 jüdische Einwohner              |
| • 1961:                          | 651 evangelische, 56 römisch-katholische Einwohner                        |

### Historische Erwerbstätigkeit
| Quelle: Historisches Ortslexikon | |
| • 1749:                          | zwei Schreiner, zwei Wagner, ein Bender, 4 Schmiede, ein Bäcker, 16 Leineweber, zwei Schneider, ein Wirt, 4 Müller, zwei Handmüller, 5 Tagelöhner, 5 Tagelöhnerinnen, eine einzelne Jüdin. |
| • 1961:                          | Erwerbspersonen: 155 Land- und Forstwirtschaft, 102 Produzierendes Gewerbe, 35 Handel und Verkehr, 49 Dienstleistungen und Sonstiges.                                                      |

## Politik
Für die Stadtteile Nordeck und Winnen besteht ein gemeinsamer Ortsbezirk (Gebiete der ehemaligen Gemeinde Braunstein) mit Ortsbeirat und Ortsvorsteher nach der Hessischen Gemeindeordnung.
Der Ortsbeirat besteht aus fünf Mitgliedern. Bei den Kommunalwahlen in Hessen 2021 betrug die Wahlbeteiligung zum Ortsbeirat 65,26 %. Alle Kandidaten gehörten der Liste „Wir kümmern uns“ an. Der Ortsbeirat wählte Apalla-Raphael Omokoko zum Ortsvorsteher.

## Sehenswürdigkeiten
- Ehemalige Synagoge

## Persönlichkeiten
- Carl Rau von und zu Holzhausen (1804–1862), Jurist und Mitglied der kurhessischen Ständeversammlung